# Marechal Floriano
Marechal Floriano là một đô thị thuộc bang Espírito Santo, Brasil. Đô thị này có diện tích 286,102 km², dân số năm 2007 là 12537 người, mật độ 43,82 người/km².